# Conservadorismo nos Estados Unidos

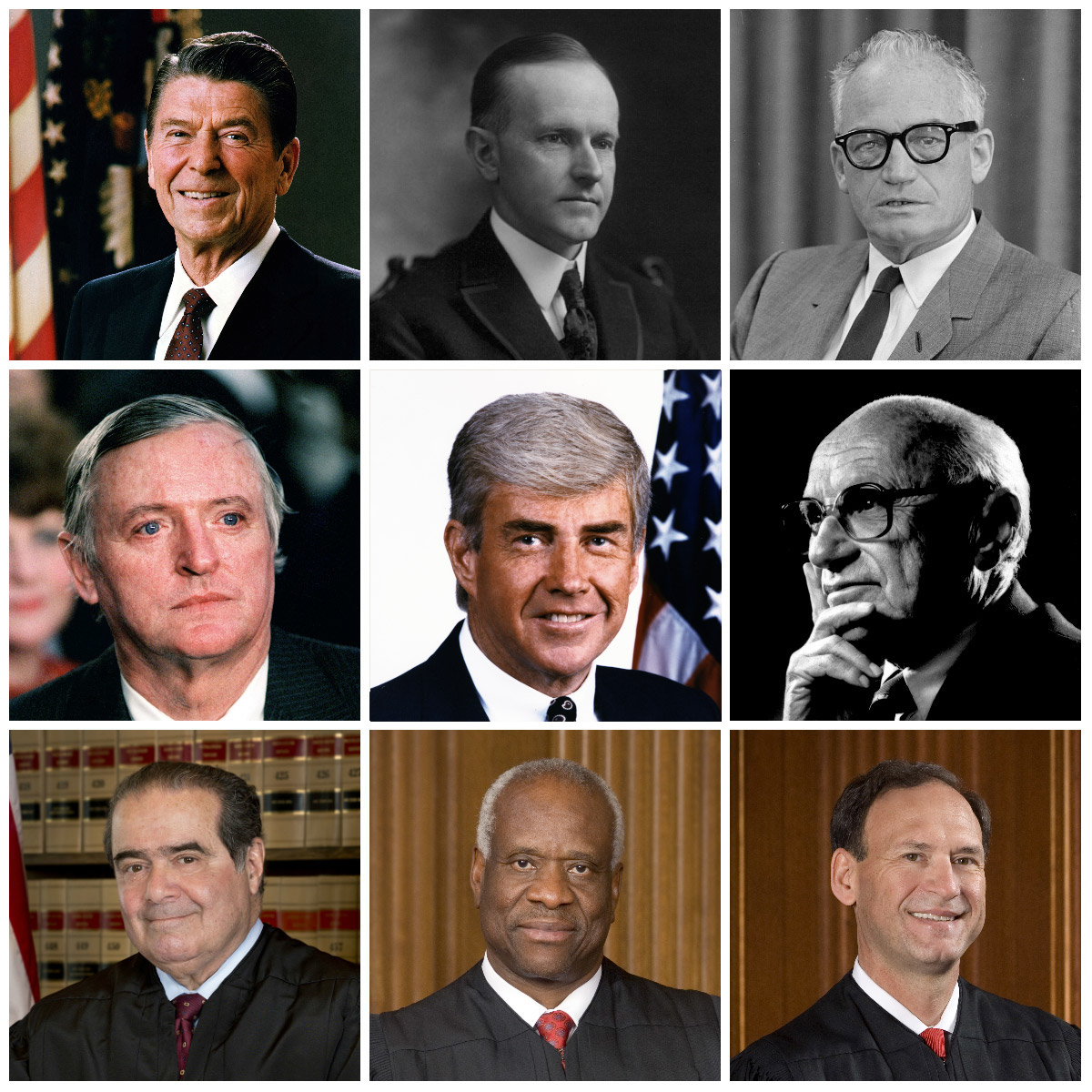
Colagem de fotos que mostra vários líderes do movimento conservador estadunidense (no sentido horário a partir do centro superior: Calvin Coolidge, Barry Goldwater, Milton Friedman, Samuel Alito, Clarence Thomas, Antonin Scalia, William F. Buckley Jr. e Ronald Reagan, com Jack Kemp no centro)

Conservadorismo americano é um sistema de crenças políticas dos Estados Unidos que se caracteriza pelo "respeito às tradições americanas", apoio a valores judaico-cristãos, individualismo, liberalismo econômico, anticomunismo e defesa da cultura ocidental e da ideia do excepcionalismo americano. Liberdade é um dos valores principais, com um ênfase em particular no fortalecimento do livre mercado, limitação do tamanho e alcance do poder do governo federal e oposição a impostos altos e interferência ou gerência governamental no setor empresarial. Os conservadores americanos consideram a liberdade individual, dentro dos limites dos valores conservadores, como o aspecto fundamental da democracia, contrastando com os liberais americanos modernos, que normalmente apreciam mais as noções de igualdade e justiça social.
O conservadorismo americano tem suas origens no liberalismo clássico dos séculos XVIII e XIX, que defendia liberdades civis e política com uma democracia representativa sob um Estado de direito com ênfase na liberdade econômica.
Historiadores afirmam que as tradições conservadoras desempenharam um papel importante na cultura e política dos Estados Unidos no final do século XVIII. Contudo, segundo estes mesmos acadêmicos, o movimento conservador só tomou parte como uma força política organizada a partir da década de 1950. Atualmente, o movimento conservador americano se centra no Partido Republicano, apesar de alguns Democratas também terem desempenhado um papel importante no conservadorismo estadunidense.
A história do conservadorismo moderno nos Estados Unidos tem sido marcada por tensões e ideologias competitivas. Os conservadores fiscais e os libertários defendem um governo pequeno, impostos baixos, regulamentações limitadas e capitalismo puro. Conservadores sociais veem seus valores tradicionais sendo ameaçados pelo secularismo; eles tendem a apoiar o ensino religioso nas escolas e se opõe firmemente ao aborto e ao casamento entre pessoas do mesmo sexo. Alguns até defendem o ensino do design inteligente ou do criacionismo nas escolas, já que tais tópicos são, judicialmente, proibidos de serem ensinados na sistema público escolar. O começo do século XXI viu um crescimento fervoroso do apoio conservador a Segunda Emenda à Constituição dos Estados Unidos, que garante aos cidadãos americanos o direito de portarem armas de fogo de forma quase irrestrita. Já no final do século XX, o movimento neoconservador ganhou força. Eles defendem, entre várias outras questões, o fortalecimento dos Estados Unidos no cenário internacional e a defesa dos interesses e ideais do país pelo mundo. Já os paleoconservadores defendem restrições na imigração, uma política externa não-intervencionista e oposição ferrenha ao multiculturalismo. Nacionalmente, a maioria das facções conservadoras nos Estados Unidos (exceto os libertários), apoiam uma política externa unilateral e pesados investimentos e apoio às forças armadas. Os conservadores da década de 1950 tentaram unir as diversas facções e visões do movimento, expressando a necessidade de se unir para impedir a ascensão do "comunismo ateu". A partir da década de 2000, também viu um aumento a oposição ao chamado "politicamente correto". Conservadores americanos também, no começo do século XXI, começaram a apoiar políticas mais  isolacionistas e protecionistas.
William F. Buckley Jr., numa matéria escrita para a revista National Review, em 1955, explicou o que ele considera ser o conservadorismo americano:
"Dentre nossas convicções: é dever do governo centralizado (em tempos de paz) de proteger a vida, a liberdade e a propriedade dos seus cidadãos. Todas as outras atividades que o governo faça tende a diminuir a liberdade e dificultar o progresso. O crescimento do Governo (a característica social dominante deste século) deve ser combatido implacavelmente. Neste grande conflito social desta era, nós somos, sem dúvidas, o lado libertário. A profunda crise da nossa era é, em essência, o conflito entre os engenheiros sociais, que querem ajustar a humanidade as utopias científicas, e os discípulos da Verdade, que defendem a ordem moral orgânica. Nós acreditamos que a verdade não se manifesta ou é iluminada via monitoramento de resultados eleitorais, embora seja para outros propósitos mas por outros meios, incluindo o estudo da experiência humana. Neste ponto nós estamos, sem dúvida, do lado conservador".
De acordo com uma pesquisa de opinião feita em 2014, cerca de 38% dos eleitores americanos se identificam como um pouco ou muito "conservadores", com outros 34% se descrevendo como "moderados" e 24% como um pouco ou muito "liberais" (de esquerda). Estes percentuais mudaram pouco nas pesquisas feitas entre 1990 e 2009, após um crescimento de apoio ao movimento conservador nas décadas de 1970 e 80, enquanto, no final do século XX, os ideais da esquerda liberal tenham ganhado força, particularmente entre a população mais jovem. Neste mesmo período, os conservadores passaram, em peso, a se agrupar ao redor do Partido Republicano, enquanto os liberais migraram para os Democratas. Por exemplo, dentro do Partido Democrata, cerca de 44% dos seus apoiadores se identificam como "liberais", com outros 19% se identificando como conservadores e outros 36% como moderados. Já entre os republicanos, 70% se auto-identificam como conservadores, 24% como moderados e 5% como liberais. O conservadorismo é forte nos Estados Unidos na região sul, nas Grandes Planícies, no Alasca e nos Estados Montanhosos. As populações nas zonas rurais, subúrbios e pequenas cidades tendem a pender politicamente para a direita conservadora.